# Karadeniziella
Karadeniziella es un género de escarabajos de la familia Leiodidae.

## Especies
Se reconocen las siguientes:
- Karadeniziella decortiorum
- Karadeniziella omodeoi